# Shahrestān-e Sabzevār
Shahrestān-e Sabzevār (persiska: شهرستان سبزوار, سبزوار) är en delprovins (shahrestan) i Iran.   Den ligger i provinsen Razavikhorasan, i den nordöstra delen av landet, 500 km öster om huvudstaden Teheran.
Delprovinsen hade 306 310 invånare 2016.